# Bandera de Pakistán
La bandera nacional de Pakistán fue diseñada por Amir-ud-Din Khidwai basándose en la bandera creada en 1906 para la Liga Musulmana india. Fue adoptada el 11 de agosto de 1947, tres días antes de la proclamación de independencia.
La bandera pakistaní es un paño de color verde que representa al Islam, con una franja blanca vertical situada en el borde más próximo al mástil como símbolo de las minorías no musulmanas del país. En el centro del espacio de color verde, figura una luna decreciente de color blanco y una estrella Venus de cinco puntas del mismo color. La media luna (un conocido símbolo islámico) representa el progreso, y la estrella, la luz y el conocimiento.
La bandera nacional de Pakistán es conocida en urdu como “Sabz Hilali Parcham”, que significa “bandera verde con la media luna”.

## Descripción
En
En esta bandera encontramos una luna decreciente y una estrella sobre fondo verde, ambos son símbolos del islam y del panarabismo. Esta composición también se encuentra en la bandera de Argelia, la de Mauritania, la de las Maldivas, etc. La luna creciente simboliza el progreso; y la estrella, el conocimiento.
La banda blanca situada a la izquierda ocupa una cuarta parte de la bandera y simboliza las otras minorías del país.

## Protocolo
- Ninguna otra bandera debe ondear más alto (excepto la bandera de las Naciones Unidas en los edificios de las Naciones Unidas).
- Cuando se exhibe o ondea junto a otras banderas nacionales, la Bandera Nacional debe exhibirse o ondearse a la misma altura que las otras banderas nacionales, nunca más abajo.
- Cuando se exhiba junto a banderas provinciales, militares o corporativas, la Bandera Nacional debe ser más alta.
- Cuando se ata a un mástil, se debe atar sólo por la izquierda (al inicio de la barra blanca) y dejar volar libremente sin ningún tipo de obstrucción. No debe tocar el suelo, los zapatos o los pies ni nada impuro.
- Nunca debe volarse en la oscuridad.
- Debe izarse al amanecer y arriarse al anochecer (excepto en el Parlamento de Pakistán, que es el único edificio oficial en el que nunca se arria la bandera). Cuando sobrevuele el Parlamento de Pakistán de noche, deberá permanecer siempre iluminado con luz artificial.
- No debe estar marcado con nada (incluidas palabras o imágenes).
- Al levantar: (i) debe ser saludado por todo el personal uniformado, (ii) los demás deben permanecer firmes.
- Debe subirse o bajarse ceremoniosamente.
- Nunca debe mostrarse verticalmente.
- Cuando se muestra horizontalmente, la franja blanca siempre debe estar a la izquierda, con el campo verde a la derecha.
- No debe volar ni exhibirse al revés o con la media luna y la estrella mirando hacia la izquierda. No debe exhibirse en ningún lugar donde pueda ensuciarse.
- No se debe prender fuego ni pisotear.
- No debe ser enterrado ni bajado a una tumba (al enterrar un ataúd con bandera, la Bandera Nacional debe separarse del ataúd y mantenerse sobre la tumba mientras el ataúd se baja o se retira del ataúd antes del entierro).

## Otras banderas

Bandera presidencial
Pabellón de proa
Bandera naval, el mismo diseño que la estatal pero en dimensiones 1:2
Bandera civil, proporciones 2:3

## Banderas históricas

Bandera del Gobernador General de Pakistán (1947-1953)
Bandera del Gobernador General de Pakistán (1953-1956)
Bandera del Presidente de Pakistán (1956-1967)
Bandera del Presidente de Pakistán (1974-1998)

## Banderas similares

Bandera de Turquía
Bandera de Mauritania
Bandera de Malasia
Bandera de Argelia
Bandera de Libia
Bandera de Túnez
Bandera de Azerbaiyán
Bandera de Turkmenistán
Bandera de Uzbekistán
Bandera de las Maldivas
Bandera de las Comoras
Bandera de Singapur

- Datos: Q128347
- Multimedia: Flags of Pakistan / Q128347